# Weberocereus rosei
Weberocereus rosei là một loài thực vật có hoa trong họ Cactaceae. Loài này được (Kimnach) Buxb. miêu tả khoa học đầu tiên năm 1978.